# 이집트 공군
이집트 공군은 이집트 국방부 산하에 있는 군사기관 중 하나이며, 영공 방위를 책임지고 있다. 작전기는 400기를 아득히 넘는다. 이집트 공군의 주력기로는 F-16 전투기와 미그29 전투기가 있다.

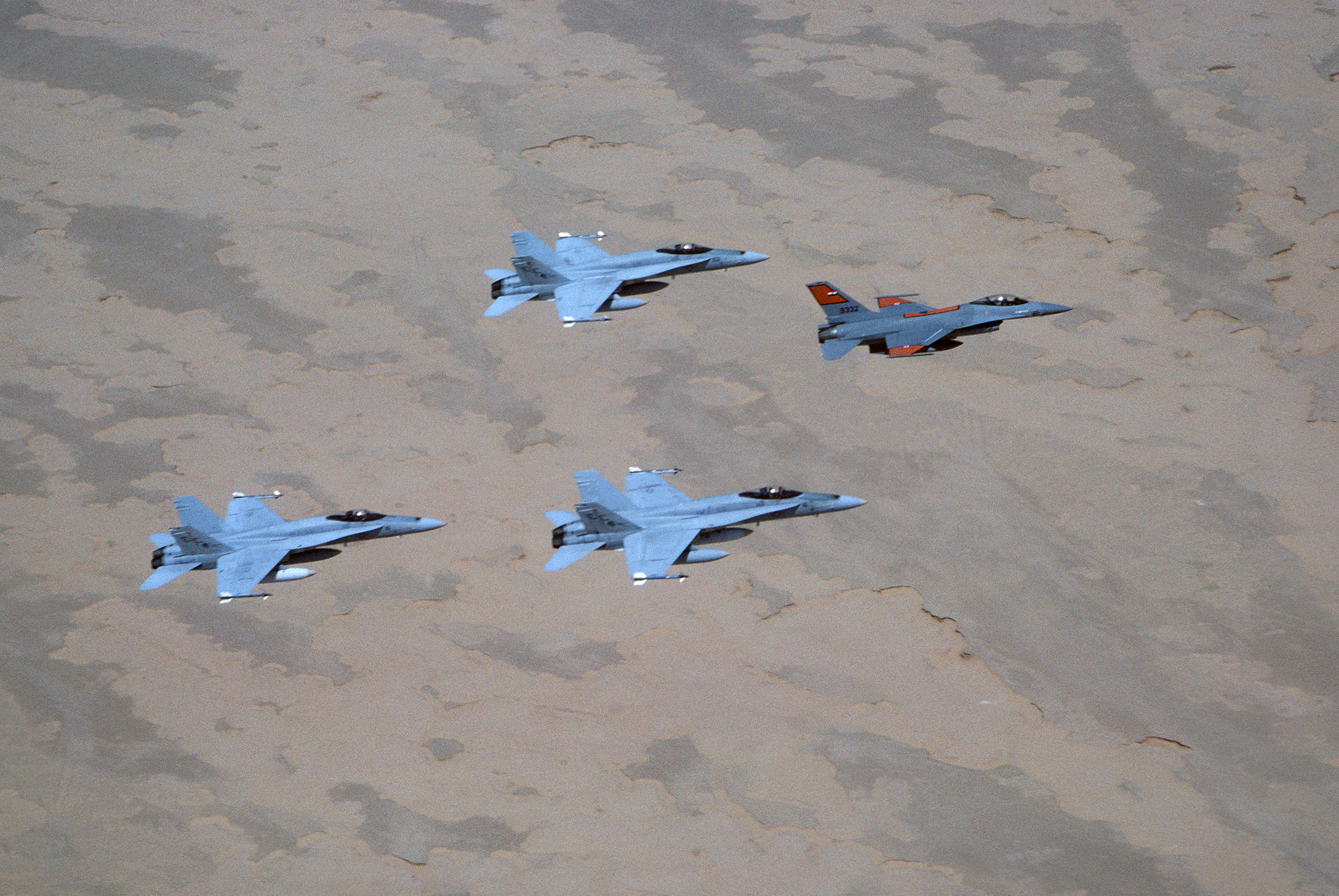
이집트 공군과 미 해군이 함께 비행중인 모습이다.

## 역사
이집트 공군은 이스라엘 공군에 참패한 아픈 역사를 가지고 있다. 6일 전쟁으로도 유명한 중동 전쟁에서 공중전은 사실상 이집트 공군과 이스라엘 공군의 정면대결이였다. 당시 이집트 공군은 미그기 수백여기를 갖추고 있었으며 이스라엘은 프랑스제 전투기를 대거 갖고 있었다.(이스라엘은 프랑스제 전투기에서 노하우를 얻어 전투기 생산 능력도 갖추게 된다.) 중동의 양대 항공대국인 이집트와 이스라엘의 공중전 대결은 세간이 주목했다. 결과는 이집트의 참패였다. 수백여기가 넘는 이집트 공군기는 이스라엘 공군에게 추풍낙엽으로 격추되거나 뜨기도 전에 비행장에서 폭격받기 마련이었다. 이스라엘이 50여기 남짓 공군기를 잃었지만, 이집트는 400~500여기 가까이를 잃어야 했다. 10대1의 교환비를 기록한 중동 공중전은 이집트에게 트라우마가 됐다. 시대가 흐른 뒤 이집트 공군은 차츰 개선되기 시작했다. 미국제 F-16 전투기를 주력기로 도입하거나, 이스라엘에게도 없는 E-2 호크아이라는 최첨단 조기경보기를 도입하는등 공군 현대화에 과감했다.

## 같이 보기
- 공군 목록